# ボリス・チャイコフスキー
ボリス・アレクサンドロヴィッチ・チャイコフスキー（Бори́с Алекса́ндрович Чайко́вский、1925年9月10日 - 1996年2月7日）は、ロシアの作曲家。ピョートル・イリイチ・チャイコフスキーとの縁戚関係は無い。ゲオルギー・スヴィリードフ等と共に、ソヴィエト連邦、ロシアの20世紀後半を代表する作曲家の一人である。

## 短評
モスクワ音楽院でピアノをレフ・オボーリン、作曲をヴィッサリオン・シェバリーン、ニコライ・ミャスコフスキー、ドミートリイ・ショスタコーヴィチに師事した。
チャイコフスキーの評価はロシアの国内外で大きく異なり、ロシアでは没後も人気があるが、その他の国では余り知られていない。ムスティスラフ・ロストロポーヴィチは彼を評価し、彼の作品を米国に紹介もしているが、それでも米国では評価されなかった。そのようなことがロシアの国内外での評価に大きな差を生み出しているようである。しかし、没後約10年を経た2005年頃から再評価されるようになってきたようで、米国を含む各国で彼の作品が立続けにCD化されている（例えば親交があったウラジミール・フェドセーエフがモスクワ放送交響楽団を指揮したもの）。
上述したが、チャイコフスキーとロストロポーヴィチとは親交があり、彼が作曲したチェロを主とした作品三曲は全てロストロポーヴィチに献呈されている。特に「チェロ、ピアノ、ハープシコード、エレクトリックギターと打楽器のためのパルティータ」（1966年）はロストロポーヴィチの依頼により作曲されたものである。一方、ロストロポーヴィチは1970年代にEMIから13枚組レコードの作品集を出した際に、その内1枚を丸々チャイコフスキーの作品に当てており、彼がチャイコフスキーを高く評価していたことが覗える。

## 略歴
- 1925年、モスクワで生まれる。
- 1941年（一説に1943年とも）、モスクワ音楽院に入学。
- 1949年、卒業、ラジオ局に勤務。
- 1952年、ラジオ局を退社、本格的作曲生活に入る。
- 1969年、交響曲第二番でソビエト国家賞受賞
- 1989年、グネーシン音楽アカデミー教授（作曲）
- 1996年、死去

## 作品
チャイコフスキーは生涯に交響曲を四曲、弦楽四重奏曲を六曲作った他、多数の器楽、声楽曲を作曲している。しかし、最も多いのは映画やラジオドラマの伴奏曲で、その数は三十を越える。その中でも、1974年公開の日本・ソビエト合作映画で栗原小巻主演の『モスクワわが愛』は日本に縁の深い作品である。
主な作品
- セヴァストーポリ交響曲（1980年）
- 交響曲第1番（オランダ語版）（1947年）
- 交響詩「シベリアの風」（1984年）
- 交響詩「未成年」（Juvenile）（1984年）
- 無伴奏チェロ組曲 ニ短調（1960年）

献呈および初演はロストロポーヴィチによる
- チェロ協奏曲（1964年）

献呈および初演はロストロポーヴィチによる
- チェロ、ピアノ、ハープシコード、エレクトリックギターと打楽器のためのパルティータ（1966年）

献呈及び初演はロストロポーヴィチによる
- 歌曲「The Last Spring」（1980年）
- カンタータ「黄道十二宮」（1974年）
- バリザミーノフの結婚（1964年喜劇映画）
- アイボリート-66（1966年、ドリトル先生を基に書かれたコルネイ・チュコフスキー作「アイボリット先生」を子供向け映画にしたもの）
- メゾソプラノとヴィオラのための「キップリングから」（1994年）